# Caecidotea macropropoda
Caecidotea macropropoda is een pissebed uit de familie Asellidae. De wetenschappelijke naam van de soort is voor het eerst geldig gepubliceerd in 1937 door Chase & Blair.